# Eparquía de Gorakhpur
La eparquía de Gorakhpur (en latín: Eparchia Gorakhpurensis y en inglés: Syro-Malabar Catholic Eparchy of Gorakhpur) es una circunscripción eclesiástica de la Iglesia católica en India. Se trata de una eparquía siro-malabar sufragánea de la arquidiócesis de Agra. Desde el 15 de junio de 2006 su eparca es Thomas Thuruthimattam, de la Congregación de Santa Teresa del Niño Jesús.

## Territorio y organización
La eparquía tiene 19 070 km² y extiende su jurisdicción sobre los fieles católicos (excepto los siro-malankaras) residentes en los distritos de Gorakhpur, Basti, Deoria, Sant Kabir Nagar (creado el 5 de septiembre de 1997 con partes de Basti y de Siddharthnagar), Kushinagar (separado de Deoria el 13 de mayo de 1994), Maharajganj (separado de Gorakhpur el 2 de octubre de 1989) y Siddharthnagar (separado de Basti el 29 de diciembre de 1988) en el estado de Uttar Pradesh.
La sede de la eparquía se encuentra en la ciudad de Gorakhpur, en donde se halla la Catedral de San José.
En 2021 en la eparquía existían 35 parroquias.

## Historia
Debido a la oposición de la Conferencia de Obispos de la India a que se establecieran jurisdicciones separadas siro-malabares y siro-malankaras fuera de sus respectivos territorios propios, los papas erigieron exarcados apostólicos y eparquías regidas por el clero siro-malabar con plena jurisdicción sobre todos los fieles católicos en ellas. Esto fue así dado que más del 70 por ciento del total de misioneros que trabajan en diferentes partes de la India, es de la Iglesia siro-malabar.
La eparquía fue erigida el 19 de junio de 1984 por el papa Juan Pablo II mediante la bula Ex quo divinum, separando territorio de la diócesis de Varanasi. Fue confiada a la Congregación de Santa Teresa del Niño Jesús.

Ex quo divinum consilium fuit ut universae Christi Ecclesiae praeficeremur, is unus articulus regnat in corde: quomodo Eius sancta religio cuius custodes atque praecones hic in terris constituti sumus, latius propagetur, ac quasi in animis populorum inolescat. Resonant enim in Nobis usquequaque verba illa Salvatoris: « Euntes in mundum universum praedicate . . . qui crediderit . . . salvus erit; qui vero non crediderit condemnabitur »(cf. Mc 16, 15): est ergo in Ecclesiae praedicatione posita salus animorum. Cum ergo Venerabilis Frater Noster Ladislaus S. R. E. Cardinalis Rubin, Sacrae Congregationis pro Ecclesiis Orientalibus Praefectus, audita sane Sacra Congregatione pro Gentium Evangelizatione atque Conferentia Episcoporum Indica, id proposuerit ut, divisa dioecesi Varanasiensi, iam nova conderetur; Nos re bene reputata, idque rati fore ut per hoc « Sermo Dei currat et clarificetur » (2 Tim 3, 1), admotae sententiae accedentes, haec statuimus. Ab Ecclesia Varanasiensi Districtus, quos dicunt, Gorakhpur, Basti ac Deoria distrahimus, eosque in novae Eparchiae formam redigimus, Ritus Syro-Malabarensis, quem sacerdotibus e Congregatione Sanctae Teresiae seu « Little Flower » regendam atque gubernandam concredimus, quorum laudabili opere atque labore laeti fructus capti sunt. Nova Eparchia Gorakhpurensis cognominabitur, inque urbe Gorakhpur Eparchus residebit cathedramque collocabit, in construendo templo, quod scilicet cathedrale erit cum iuribus atque privilegiis iustis. Ad cetera vero quod pertinet : mensam, videlicet, Seminarium, cleri atque populi iura, similia, Ius Canonicum Orientale ad amussim servetur. Has autem Litteras Venerabilis Frater Augustinus Cacciavillan, Archiepiscopus titulo Amiterninus et in India Apostolicus Pro-Nuntius, ad exitum deducat, vel quem ipse legaverit, factis ad id necessariis facultatibus. Re vero acta, sincera exempla ad Sacram Congregationem pro Ecclesiis Orientalibus mittantur, rite subscripta atque sigillo munita. Contrariis nihil obstantibus.

El 26 de marzo de 2015 el papa Francisco erigió dos circunscripciones eclesiásticas siro-malankaras (eparquía de San Juan Crisóstomo de Gurgaon y el exarcado apostólico de San Efrén de Khadki) con la constitución apostólica Quo aptius consuleretur con el fin de cubrir todo el territorio de India ubicado fuera del territorio propio de la Iglesia católica siro-malankar. Desde entonces los fieles siro-malankaras de la jurisdicción de la eparquía de Gorakhpur pasaron a integrar la eparquía de San Juan Crisóstomo de Gurgaon.

## Estadísticas
Según el Anuario Pontificio 2022 la eparquía tenía a fines de 2021 un total de 3356 fieles bautizados.
| Año                                                                             | Población            | Población  | Población      | Sacerdotes | Sacerdotes    | Sacerdotes    | Bautizados por sacerdote | Diáconos permanentes | Religiosos | Religiosos | Parroquias |
| Año                                                                             | Bautizados católicos | Total      | % de católicos | Total      | Clero secular | Clero regular | Bautizados por sacerdote | Diáconos permanentes | Varones    | Mujeres    | Parroquias |
| ------------------------------------------------------------------------------- | -------------------- | ---------- | -------------- | ---------- | ------------- | ------------- | ------------------------ | -------------------- | ---------- | ---------- | ---------- |
| 1990                                                                            | 1197                 | 10 870 334 | 0.0            | 27         | 2             | 25            | 44                       |                      | 31         | 106        | 16         |
| 1999                                                                            | 2449                 | 13 631 365 | 0.0            | 35         | 15            | 20            | 69                       |                      | 29         | 157        | 25         |
| 2000                                                                            | 2495                 | 13 631 365 | 0.0            | 37         | 18            | 19            | 67                       |                      | 29         | 162        | 30         |
| 2001                                                                            | 2567                 | 15 000     | 0.0            | 39         | 19            | 20            | 65                       |                      | 39         | 171        | 31         |
| 2002                                                                            | 2614                 | 17 106 090 | 0.0            | 42         | 23            | 19            | 62                       |                      | 26         | 164        | 29         |
| 2003                                                                            | 2675                 | 17 106 090 | 0.0            | 48         | 27            | 21            | 55                       |                      | 29         | 167        | 31         |
| 2004                                                                            | 2861                 | 17 110 000 | 0.0            | 43         | 27            | 16            | 66                       |                      | 23         | 173        | 31         |
| 2006                                                                            | 3139                 | 17 125 000 | 0.0            | 58         | 33            | 25            | 54                       |                      | 33         | 176        | 31         |
| 2009                                                                            | 3230                 | 17 200 635 | 0.0            | 56         | 35            | 21            | 57                       |                      | 38         | 175        | 31         |
| 2013                                                                            | 3271                 | 1 734 195  | 0.2            | 66         | 41            | 25            | 49                       |                      | 37         | 166        | 30         |
| 2015                                                                            | 3310                 | 1 719 400  | 0.2            | 67         | 45            | 22            | 49                       |                      | 39         | 184        | 30         |
| 2016                                                                            | 3323                 | 1 741 000  | 0.2            | 66         | 43            | 23            | 50                       |                      | 40         | 202        | 30         |
| 2019                                                                            | 3368                 | 1 787 800  | 0.2            | 72         | 49            | 23            | 46                       |                      | 29         | 205        | 31         |
| 2021                                                                            | 3356                 | 1 825 480  | 0.2            | 68         | 45            | 23            | 49                       |                      | 50         | 210        | 35         |
| Fuente: Catholic-Hierarchy, que a su vez toma los datos del Anuario Pontificio. |                      |            |                |            |               |               |                          |                      |            |            |            |

## Episcopologio
- Dominic Kokkat, C.S.T. (19 de junio de 1984-15 de junio de 2006 retirado)
- Thomas Thuruthimattam, C.S.T., desde el 15 de junio de 2006[4]